# Kirche Muldenstein
Kirche Muldenstein este o arie protejată (arie specială de conservare — SAC, sit de importanță comunitară — SCI) din Germania întinsă pe o suprafață de 0,01 ha, integral pe uscat.

## Localizare
Centrul sitului Kirche Muldenstein este situat la coordonatele 51°39′55″N 12°20′06″E / 51.6653°N 12.335°E.

## Înființare
Situl Kirche Muldenstein a fost declarat sit de importanță comunitară în martie 2004 pentru a proteja 1 specie de animale. Situl a fost protejat și ca arie specială de conservare în ianuarie 2010.

## Biodiversitate
Situată în ecoregiunea continentală, aria protejată nu include niciun habitat protejat.
La baza desemnării sitului se află o specie protejată de  mamifere: liliac comun (Myotis myotis)